# Эрн, Николай Каспарович
Николай  Каспарович (Касперович) Эрн (1812 — 19 октября 1875) — государственный деятель Российской империи, действительный статский советник, член Совета главного управления Восточной Сибири.

## Биография
Родился в 1812 году в семье Каспара Ивановича Эрна, в конце жизни — статского советника, окружного начальника Тарского уезда. Сестрой Николая Каспаровича была мемуаристка Мария Каспаровна Эрн, в браке Рейхель (1823—1916), супруга немецкого композитора Адольфа Рейхеля. Семья отца происходила из Выборга. Мать была русской, поэтому дети (всего их было шесть — дочь и пять сыновей) были крещены в православие. В 1820-е годы семья жила в Тобольске, затем в Таре (ныне — Омская область; в то время город относился к Тобольской губернии, затем, после смерти отца — снова в Тобольске. По словам Марии Рейхель, их мать была второй супругой отца; причём дети не знали ни имени первой жены, ни причин, побудивших отца отравиться в Тобольск, знали только, что «он не был сослан». 
После окончания в 1829 году Тобольской гимназии Николай Каспарович Эрн поступил на службу по Министерству народного просвещения и исправлял должность смотрителя Енисейского уездного училища. В 1839 году перешел в Министерство юстиции и служил последовательно енисейским стряпчим казенных дел, енисейским и иркутским губернским прокурором и председателем енисейского и иркутского губернского суда.
В 1865 году Эрн перевёлся в Министерство внутренних дел (отвечало за гражданское управление; не следует путать его с министерством полиции) на должность председателя иркутского губернского правления. Среди всего прочего, Эрн был цензором первых номеров газеты «Сибирь», дозволив её выпуск. В 1875 году Эрн, высочайшим приказом по Министерству юстиции, был назначен членом Совета главного управления Восточной Сибири; исправлял должность главного инспектора училищ Восточной Сибири. 
Скончался Николай Касперович Эрн 19 октября 1875 года (по старому стилю), не оставив после себя никакого значительного наследства. 

## Отзывы современников
Согласно РБС, Эрн «по справедливости считался одним из самых образованных, умных и опытных чиновников в крае, и до самой смерти принимал деятельное участие в делах его». 
Аналогичным образом, Енисейский губернатор В. К. Падалка считал, что Эрн один из тех его подчинённых, которые «заслуживают особенной похвалы и внимания правительства... по опытности в делах, деятельности, беспристрастию и отличной честности». 
Напротив, следующий губернатор П. Н. Замятнин полагал, что Эрн равнодушен к своим обязанностям, и потребовал убрать его из губернии, что для Эрна закончилось только переводом из Енисейской губернии в Иркутскую.